# J. C. Heard

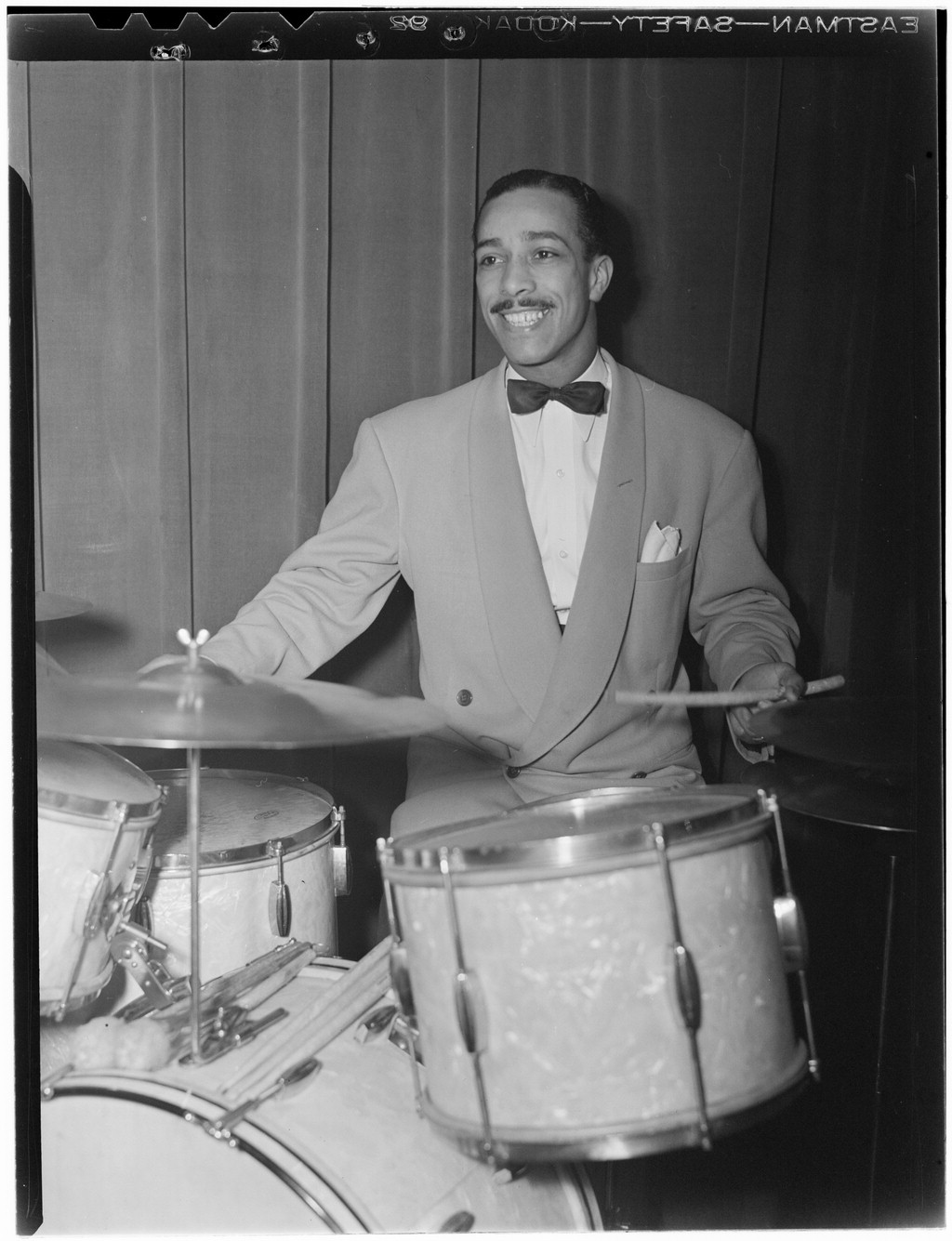
J. C. Heard, New York, ca. Juli 1946.
Fotografie von William P. Gottlieb.

James Charles „J. C.“ Heard (* 8. Oktober 1917 in Dayton, Ohio; † 27. September 1988 in Royal Oak, Michigan) war ein US-amerikanischer Jazz-Schlagzeuger.
J. C. Heard war ein sehr anpassungsfähiger Schlagzeuger, der sowohl an unzähligen Swing-, Bop- wie auch in Rhythm-and-Blues-Sessions mitwirkte und mit so unterschiedlichen Musikern wie Gene Ammons, Sidney Bechet, Wardell Gray, Charlie Parker, Ike Quebec,  Sarah Vaughan, Ben Webster und Lester Young auftrat und aufnahm.
Er spielte schon als Vierzehnjähriger Schlagzeug, zunächst in lokalen Orchestern, später in den Bands von Teddy Wilson (1939–41), Benny Carter (1941–42) und Cab Calloway (1942–45), zwischendurch für ein halbes Jahr in Benny Goodmans Band. Nach 1946 leitete er auch ein eigenes Ensemble, mit dem er im New Yorker Café Society auftrat und 78er für Continental einspielte, war Mitglied der Band von Erroll Garner, begleitete 1952 Lester Young auf seinem Album Lester Young with the Oscar Peterson Trio und tourte 1953 mit Jazz At The Philharmonic in Europa. 1953 ließ er sich vorübergehend in Japan, wo er mit Toshiko Akiyoshi auftrat, auf den Philippinen und in Australien nieder. 1958 spielte er mit JATP auf dem Jazz Festival in Cannes und auf der Weltausstellung in Brüssel. Im selben Jahr spielte er mit Roy Eldridge, Coleman Hawkins, Lester Young (mit dem Oscar Peterson Quartett) und mit eigenen Bands. Die bekanntesten Einspielungen, an denen J. C. Heard mitwirkte, sind der „Congo Blues“ und „Slam Slam Blues“ von Red Norvo and His Selected Sextet (mit Charlie Parker, Dizzy Gillespie, Teddy Wilson, Flip Phillips und Slam Stewart, 6. Juni 1945).
Mit Charlie Parker spielte er auch am 4. September 1945 den Titel „The Street Beat“ (mit Sir Charles Thompson & His All Stars) ein.
Im Jahr 1966 zog J. C. Heard nach Detroit, wo er noch bis Mitte der 1980er Jahre als Bandleader und Mentor für junge Musiker fungierte. In den 1970er und 1980er Jahren trat er in verschiedenen All Star-Formationen in Europa auf, 1983 auch im Quartett von Dizzy Gillespie.
J. C. Heard ist nicht zu verwechseln mit dem Bassisten John Heard.

## Auswahldiskographie
- Red Norvo (and His Selected Sextet): The Modern Red Norvo (Savoy Records, 1945–50)